# Øyvind Hoås
Øyvind Hoås, né le 28 octobre 1983 à Molde en Norvège, est un footballeur norvégien évoluant au poste d'attaquant.
Il a également joué au Molde FK et au Fredrikstad FK.
Il mesure 2,03 m et pèse 95 kilos, ce qui en fait un gabarit imposant pour un attaquant.

## Palmarès
Fredrikstad FK
- Vainqueur de la Coupe de Norvège (1) : 2006